# گارد تشریفاتی

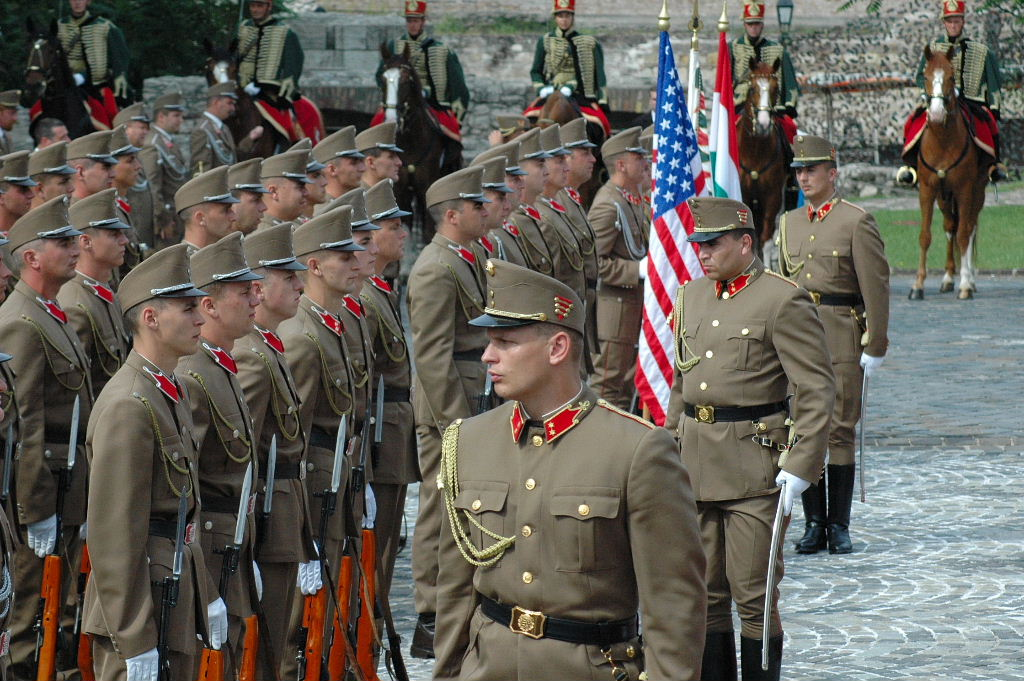
سربازان نیروهای دفاعی مجارستان در مراسم استقبال از رئیس جمهور آمریکا، جورج دبلیو بوش، در سال ۲۰۰۶، گارد افتخار تشکیل دادند.

گارد تشریفاتی (انگلیسی: Guard of honour) گارد تشریفات یا گارد افتخار گروهی از افراد، معمولاً از نیروهای مسلح، هستند که برای انجام وظایف تشریفاتی مانند پذیرایی یا محافظت از رئیس دولت یا سایر مقامات، تشییع جنازه کشته‌شدگان در جنگ، یا شرکت در مراسم‌های دولتی، انتخاب می‌شوند. در عروسی‌های نظامی، به ویژه عروسی‌های افسران درجه‌دار، یک گارد، که معمولاً از اعضای خدمتی همان شاخه تشکیل شده است، طاق شمشیر را تشکیل می‌دهد. در اصل، هر واحد نظامی می‌تواند به عنوان گارد تشریفات عمل کند. در برخی از کشورها، واحدهای خاصی به طور ویژه برای انجام وظایف گارد تشریفاتی یا سایر وظایف عمومی اختصاص داده شده‌اند. به گارد جمهوری، گارد سلطنتی و گارد پیاده نیز اغلب وظایف تشریفاتی محول می‌شود.
گارد تشریفاتی همچنین در دنیای غیرنظامی برای افسران پلیس، آتش‌نشانان و سایر کارمندان دولت که جان خود را از دست داده‌اند، خدمت می‌کند. پرسنل آتش‌نشانی و نیروهای انتظامی با لباس فرم، سلام نظامی می‌دهند و گاردهای رنگی در مراسم تشییع جنازه و یادبود آتش‌نشانان، پرسنل نیروی انتظامی و سایر کارمندان دولت، رنگ‌ها را اهدا می‌کنند. برخی از نهادهای مذهبی، به ویژه کلیساهای عشای انگلیکان و جنبش متدیسم، سنت تشکیل گارد افتخار در مراسم تشییع جنازه را دارند که در آن سایر ریش سفیدان منصوب حاضر، "از خط" بین درب کلیسا و قبر محافظت می‌کنند، یا اگر قرار است متوفی در جای دیگری دفن شود یا سوزانده شود، به‌عنوان نعش‌کش عمل می‌کنند. فرقه‌های شوالیه‌گری کاتولیک، مانند فرقه مزار مقدس اورشلیم و نظام شوالیه‌های مالت، در طول مراسم تشییع جنازه، گارد تشریفات برای شوالیه‌ها و افسران عالی‌رتبه متوفی تشکیل می‌دهند. رسم تشکیل گارد افتخار به عنوان نشانه‌ای از احترام، در ورزش نیز، به ویژه در سراسر کشورهای مشترک‌المنافع، دیده می‌شود.